# کفچه‌نوک گلگون
کفچه‌نوک گلگون (نام علمی: Platalea ajaja) نام یک گونه از سرده کفچه‌نوک است.